# Jimmy Cliff
Jimmy Cliff, OM, nome artístico de James Chambers (Saint James, 30 de Julho de 1944), é um músico jamaicano de reggae e ska.

## Biografia
Seu talento foi percebido desde a infância, quando Jimmy participava de feiras e mostras culturais cantando. Aos 14 anos, mudou-se para Kingston para dedicar-se à carreira, período em que adotou o nome artístico de Jimmy Cliff. Na capital, conheceu Leslie Kong, que cuidou de sua carreira até a sua própria morte em 1971, de ataque cardíaco. Nesse período, gravou dois singles que não fizeram sucesso. Seu primeiro sucesso ocorreu com o single Hurricane Hattie. Seus sucessos locais seguintes incluíram "King of Kings", "Dearest Beverley", "Miss Jamaica", e "Pride and Passion". Em 1964, Cliff foi escolhido como um dos representantes da Jamaica na Feira Mundial de Nova Iorque de 1964-65. No mesmo ano, participou de um programa intitulado "Isto é ska!" ao lado de Prince Buster, Toots & the Maytals e Byron Lee and the Dragonaires.
Em 1964, mudou-se para a Inglaterra após assinar contrato com a Island Records, que tentou vender o reggae para o público do roque, sem sucesso. Seu primeiro disco internacional, Hard Road to Travel, lançado em 1967, fez sua carreira dar um salto. A canção Waterfall se tornou hit no Brasil, onde ganhou o Festival Internacional da Canção em 1969. Nesse mesmo ano, a canção Wonderful World, Beautiful People chega ao Top 30 nos Estados Unidos, tornando-se um dos primeiros reggaes conhecidos fora da Jamaica. Em 1970, Jimmy lançou o sucesso "Vietnam", que Bob Dylan considera ser a melhor canção de protesto que ele já ouviu. Durante este período, Cliff lançou uma música cover da canção de Cat Stevens Wild World como um single, que não foi no entanto incluído no seu álbum Beautiful World, Beautiful People.
Em 1972, estrelou o filme The Harder They Come, dirigido por Perry Henzell, que conta a história de um cantor de reggae que, em busca do sucesso, se associa a produtores musicais corruptos e traficantes de drogas. A trilha sonora do filme alcançou sucesso mundial, conferindo, ao reggae, uma projeção inédita. Em 1975, Cliff cantou no episódio doze da primeira temporada do programa Saturday Night Live. Depois de uma série de álbuns, Cliff tirou férias e viajou à África. Em seguida, se converteu ao islamismo, mudando seu nome para El Hadj Naïm Bachir.
Em 1980, excursionando com Gilberto Gil, lotou todos os auditórios onde pisou. Quatro anos depois, ele repetiu a façanha sozinho, em um ginásio em São Paulo, e no programa de televisão Cassino do Chacrinha. Em 1984, Cliff participou do Festival Pinkpop, em Landgraaf, nos Países Baixos. Em 1980-1981, durante a turnê do disco The River, Bruce Springsteen e a E Street Band incluíram a até então pouco conhecida canção de Cliff Trapped. Esta canção viria a ser conhecida mundialmente quando ela foi inserida no disco We Are the World, de 1985. Ainda em 1985, o álbum Cliff Hanger ganhou o Grammy Award para o melhor álbum de Reggae. Também em 1985, Cliff contribuiu para a canção Sun City, uma canção de protesto escrita e composta por Steven Van Zandt e gravada pelos Artists United Against Apartheid, um grupo de artistas que trabalharam em conjunto para transmitir suas ideias de oposição à política sul-africana de apartheid.
Em 1986, Cliff fez parte do vocal de apoio do álbum Dirty Work, dos Rolling Stones. Também atuou na comédia Club Paradise, para cuja trilha sonora contribuiu com muitas músicas, como Seven Day Weekend, cantada junto com Elvis Costello. Em 1988, sua canção Shelter of Your Love fez parte do filme Cocktail.
Em 1990, Cliff participou do filme Marked for Death, tocando John Crow com a Jimmy Cliff Band. Sua gravação de You Can Get It If You Really Want foi usada como música de campanha pela Frente Sandinista de Libertação Nacional durante as eleições de 1990 na Nicarágua. No mesmo ano, participou da segunda edição do festival Rock in Rio. Ainda em 1990, Cliff participou do primeiro CD do Cidade Negra, na canção Mensagem, feita por Ras Bernardo. Em 1991, gravou, na Bahia, em Salvador, o CD Breakout, lançado em 1992. O disco contou com as participações de Olodum na canção Samba Reggae e Araketu nas canções Breakout e War a Africa.
Em 1993, a sua versão de I can see clearly now, de Johnny Nash, que fez parte da trilha sonora do filme Jamaica abaixo de Zero, fez grande sucesso no mundo inteiro. Em 1995, lançou o single Hakuna Matata, uma colaboração com Lebo M que fez parte da trilha sonora do filme O Rei Leão. Em 1997, ele esteve no programa acústico dos Titãs cantando The Harder They Come, recriada numa versão em português Querem Meu Sangue. Nesse ano, também participou do programa Space Ghost Coast to Coast.
Em 2001, foi um membro inaugural do comitê de jurados do Independent Music Awards. Em 2002, lançou o álbum Fantastic Plastic People na Europa depois de ter fornecido download gratuito através do software p2p. O álbum contava com colaborações de Joe Strummer, Annie Lennox e Sting, assim como com novas canções que lembravam os antigos sucessos de Cliff. Em 2004, Cliff retrabalhou as músicas, trocando o tradicional reggae pela música eletrônica, incluindo-as no álbum Black Magic. O álbum também incluiu uma gravação de Over the Border com Joe Strummer. Cliff tocou na cerimônia de encerramento dos Jogos da Commonwealth de 2002. Em 2003, sua música You can get it if you really want foi incluída na trilha sonora do filme Alguém Tem que Ceder. Em agosto de 2003, ele apareceu no Paléo Festival, em Nyon, na Suíça.
Em 20 de outubro de 2003, o governo de P. J. Patterson na Jamaica lhe concedeu a Ordem do Mérito em reconhecimento a suas contribuições à música e ao cinema da Jamaica. Cliff tocou na cerimônia de abertura da Copa do Mundo de Críquete de 2007. Em 2009, sua música You can get it if you really want foi adotada pelo Partido Conservador (Reino Unido) durante sua conferência anual. Não ficou claro se Cliff apoiava o partido. Em setembro de 2009, Cliff foi indicado para o Rock and Roll Hall of Fame. Cliff reagiu à notícia dizendo: "isso é bom para Cliff, bom para a música jamaicana e bom para meu país". Em 15 de dezembro de 2009, seu nome foi oficialmente aprovado e, em 15 de março de 2010, Cliff foi incluído no Rock and Roll Hall of Fame por Wyclef Jean.
Cliff apareceu no documentário Reggae Got Soul: The Story of Toots and the Maytals, que foi transmitido pela BBC em 2011. Nesse ano, Cliff também trabalhou com o produtor musical Tim Armstrong no EP Sacred Fire e no álbum Rebirth. Rebirth foi indicado ao Grammy Awards na categoria "melhor álbum de reggae". O álbum foi colocado na posição 12 da lista da revista Rolling Stone dos cinquenta melhores álbuns de 2012. Em 2012, Cliff foi nomeado "artista do ano" pelo jornal digital Caribbean Journal, graças a seu álbum Rebirth.

## Islamismo
Diferente dos outros artistas de reggae jamaicanos, Jimmy não é da religião rastafári, o que lhe causou preconceito em seu país. Sua religião é a muçulmana, e a resistência em se aceitar um artista de opção religiosa diferente do cristianismo e do rastafári na Jamaica favoreceu a sua escolha em mudar-se para a Inglaterra. Após a sua conversão ao islamismo, mudou de nome para El Hadj Bachir Naim.

## Discografia

### Álbums
| Ano  | Título                         | Posições máximas | Posições máximas | Posições máximas | Posições máximas | Posições máximas | Posições máximas | Posições máximas | Posições máximas        | Certificação            |
| Ano  | Título                         | França           | Países Baixos    | Nova Zelândia    | Suécia           | Suíça            | Reino Unido      | Estados Unidos   | Estados Unidos (reggae) | Certificação            |
| ---- | ------------------------------ | ---------------- | ---------------- | ---------------- | ---------------- | ---------------- | ---------------- | ---------------- | ----------------------- | ----------------------- |
| 1967 | Hard Road to Travel[A]         | —                | —                | —                | —                | —                | —                | —                | —                       |                         |
| 1968 | Jimmy Cliff in Brazil[B]       | —                | —                | —                | —                | —                | —                | —                | —                       |                         |
| 1969 | Jimmy Cliff[C]                 | —                | —                | —                | —                | —                | —                | —                | —                       |                         |
| 1971 | Wild World                     | —                | —                | —                | —                | —                | —                | —                | —                       |                         |
| 1971 | Goodbye Yesterday[D]           | —                | —                | —                | —                | —                | —                | —                | —                       |                         |
| 1971 | Another Cycle                  | —                | —                | —                | —                | —                | —                | —                | —                       |                         |
| 1972 | The Harder They Come           | —                | —                | —                | 5                | —                | —                | 140              | —                       |                         |
| 1973 | Unlimited[E]                   | —                | —                | —                | —                | —                | —                | —                | —                       |                         |
| 1973 | Struggling Man[F]              | —                | —                | —                | —                | —                | —                | —                | —                       |                         |
| 1974 | Music Maker[G]                 | —                | —                | —                | —                | —                | —                | —                | —                       |                         |
| 1975 | Brave Warrior                  | —                | —                | —                | —                | —                | —                | —                | —                       |                         |
| 1975 | Follow My Mind                 | —                | —                | —                | —                | —                | —                | 195              | —                       |                         |
| 1978 | Give Thankx                    | —                | —                | —                | —                | —                | —                | —                | —                       |                         |
| 1980 | I Am the Living                | —                | —                | —                | —                | —                | —                | —                | —                       |                         |
| 1981 | Give the People What They Want | —                | —                | —                | —                | —                | —                | —                | —                       |                         |
| 1982 | Special                        | —                | 29               | —                | —                | —                | —                | 186              | —                       |                         |
| 1983 | The Power and the Glory        | 17               | 29               | 25               | —                | —                | —                | —                | —                       | - França: disco de ouro |
| 1985 | Cliff Hanger                   | —                | —                | —                | —                | —                | —                | —                | —                       |                         |
| 1986 | Club Paradise                  | —                | —                | —                | —                | —                | —                | —                | —                       |                         |
| 1987 | Hanging Fire                   | —                | —                | —                | —                | —                | —                | —                | —                       |                         |
| 1987 | Shout for Freedom              | —                | —                | —                | —                | —                | —                | —                | —                       |                         |
| 1989 | Images                         | —                | —                | —                | —                | —                | —                | —                | —                       |                         |
| 1989 | Save Our Planet Earth          | —                | —                | —                | —                | —                | —                | —                | —                       |                         |
| 1992 | Breakout[H]                    | —                | —                | —                | —                | —                | —                | —                | —                       |                         |
| 1996 | Higher & Higher[I]             | 8                | —                | —                | —                | —                | —                | —                | —                       | - França: disco de ouro |
| 1998 | Journey of a Lifetime          | —                | —                | —                | —                | —                | —                | —                | —                       |                         |
| 1999 | Humanitarian                   | —                | —                | —                | —                | —                | —                | —                | —                       |                         |
| 2002 | Fantastic Plastic People       | —                | —                | —                | —                | —                | —                | —                | —                       |                         |
| 2004 | Black Magic                    | 139              | —                | —                | —                | —                | —                | —                | 11                      |                         |
| 2011 | Sacred Fire EP                 | —                | —                | —                | —                | —                | —                | —                | 1                       |                         |
| 2012 | Rebirth                        | —                | —                | —                | —                | 71               | 83               | 76               | 1                       |                         |

Notes
- A. ↑ Hard Road to Travel foi lançado como Can't Get Enough of It na Jamaica em 1968 com pequenas alterações na lista de músicas.
- B. ↑ Jimmy Cliff in Brazil consistiu de novas gravações e de canções de Hard Road to Travel e Can't Get Enough of It.
- C. ↑ Jimmy Cliff foi lançado como Wonderful World, Beautiful People nos Estados Unidos em 1970.
- D. ↑ Goodbye Yesterday foi lançado como Two Worlds na Jamaica com pequenas alterações na lista de músicas.
- E. ↑ Unlimited foi relançado como The King of Reggae em 1976.
- F. ↑ Struggling Man consistiu de novas gravações e músicas de Wild World.
- G. ↑ Music Maker foi lançado como House of Exile em alguns lugares.
- H. ↑ Breakout foi relançado como Samba Reggae em alguns lugares em 1999 com pequenas alterações na lista de músicas.
- I. ↑ Higher & Higher consistiu de novas gravações e de material já lançado previamente.

### Compilações e álbuns ao vivo
| Ano  | Título                                                       | Posições máximas  | Posições máximas | Posições máximas | Posições máximas | Posições máximas        | Certificação                       |
| Ano  | Título                                                       | Bélgica (Valônia) | França           | Alemanha         | Suécia           | Estados Unidos (reggae) | Certificação                       |
| ---- | ------------------------------------------------------------ | ----------------- | ---------------- | ---------------- | ---------------- | ----------------------- | ---------------------------------- |
| 1975 | The Best of Jimmy Cliff                                      | —                 | —                | —                | —                | —                       |                                    |
| 1975 | Pop Chronik                                                  | —                 | —                | —                | —                | —                       |                                    |
| 1976 | In Concert – The Best of Jimmy Cliff                         | —                 | —                | —                | 21               | —                       |                                    |
| 1978 | Many Rivers to Cross                                         | —                 | —                | —                | —                | —                       |                                    |
| 1979 | Oh Jamaica                                                   | —                 | —                | —                | —                | —                       |                                    |
| 1981 | Collection                                                   | —                 | —                | —                | —                | —                       |                                    |
| 1982 | Reggae Nights – The Best of Jimmy Cliff                      | —                 | —                | —                | —                | —                       |                                    |
| 1984 | Many Rivers to Cross                                         | —                 | —                | —                | —                | —                       |                                    |
| 1985 | Reggae Greats                                                | —                 | —                | —                | —                | —                       |                                    |
| 1987 | Fundamental Reggay                                           | —                 | —                | —                | —                | —                       |                                    |
| 1993 | The Best Of                                                  | —                 | 7                | —                | —                | —                       | - França: duas vezes disco de ouro |
| 1994 | Live                                                         | —                 | —                | —                | —                | —                       |                                    |
| 1994 | Many Rivers to Cross                                         | —                 | —                | —                | —                | —                       |                                    |
| 1994 | Gold Collection                                              | —                 | —                | —                | —                | —                       |                                    |
| 1994 | Reggae Classics – The Very Best of Jimmy Cliff               | 47                | —                | 57               | —                | —                       |                                    |
| 1995 | Definitive Collection                                        | —                 | —                | —                | —                | —                       |                                    |
| 1995 | Reggae Man                                                   | —                 | —                | —                | —                | —                       |                                    |
| 1995 | Vol. 2                                                       | —                 | —                | —                | —                | —                       |                                    |
| 1996 | Best of Jimmy Cliff[J]                                       | —                 | —                | —                | —                | —                       | - França: disco de platina         |
| 1997 | Super Hits                                                   | —                 | —                | —                | —                | —                       |                                    |
| 1997 | Jimmy Cliff                                                  | —                 | —                | —                | —                | —                       |                                    |
| 1997 | 100% Pure Reggae                                             | —                 | —                | —                | —                | —                       |                                    |
| 1999 | Ultimate Collection                                          | —                 | —                | —                | —                | 8                       |                                    |
| 1999 | Millenium Collection                                         | —                 | —                | —                | —                | —                       |                                    |
| 1999 | Wonderful World Beautiful People                             | —                 | —                | —                | —                | —                       |                                    |
| 2000 | Simply the Best                                              | —                 | —                | —                | —                | —                       |                                    |
| 2000 | Super Best                                                   | —                 | —                | —                | —                | —                       |                                    |
| 2000 | Wanted                                                       | —                 | —                | —                | —                | —                       |                                    |
| 2000 | The Messenger – The Very Best of Reggae's Original Soul Star | —                 | —                | —                | —                | —                       |                                    |
| 2000 | Wonderful World                                              | —                 | —                | —                | —                | —                       |                                    |
| 2000 | Live and in the Studio                                       | —                 | —                | —                | —                | —                       |                                    |
| 2001 | Les Indispensables de Jimmy Cliff                            | —                 | —                | —                | —                | —                       |                                    |
| 2002 | We All Are One – The Best of Jimmy Cliff                     | —                 | —                | —                | —                | —                       |                                    |
| 2003 | Many Rivers to Cross – The Best of Jimmy Cliff               | —                 | —                | —                | —                | —                       |                                    |
| 2003 | Anthology                                                    | —                 | —                | —                | —                | —                       |                                    |
| 2003 | Island Reggae Classics                                       | —                 | —                | —                | —                | —                       |                                    |
| 2004 | 20th Century Masters                                         | —                 | —                | —                | —                | —                       |                                    |
| 2004 | Reggae Night                                                 | —                 | —                | —                | —                | —                       |                                    |
| 2004 | This Is Crucial Reggae                                       | —                 | —                | —                | —                | —                       |                                    |
| 2004 | The EMI Years 1973-1975                                      | —                 | —                | —                | —                | —                       |                                    |
| 2004 | Timeless Hits                                                | —                 | —                | —                | —                | —                       |                                    |
| 2005 | The Harder They Come – The Definitive Collection             | —                 | —                | —                | —                | —                       |                                    |
| 2006 | The Essential Jimmy Cliff                                    | —                 | —                | —                | —                | —                       |                                    |
| 2006 | The Very Best of Jimmy Cliff & Peter Tosh[J]                 | —                 | —                | —                | —                | —                       |                                    |
| 2006 | The Harder They Come – The Early Years 1962-1972             | —                 | —                | —                | —                | —                       |                                    |
| 2006 | Better Days Are Coming – The A&M Years 1969-1971             | —                 | —                | —                | —                | —                       |                                    |
| 2008 | King of Kings – The Very Best of Jimmy Cliff                 | —                 | —                | —                | —                | —                       |                                    |
| 2008 | Reggae Legends                                               | —                 | —                | —                | —                | —                       |                                    |
| 2010 | Hard Road to Travel – The Collection                         | —                 | —                | —                | —                | —                       |                                    |
| 2013 | Jimmy Cliff                                                  | —                 | —                | —                | —                | —                       |                                    |
| 2013 | The KCRW Session                                             | —                 | —                | —                | —                | 4                       |                                    |
| 2013 | Icon                                                         | —                 | —                | —                | —                | 15                      |                                    |

Notes
- J. ↑ Best of Jimmy Cliff e The Very Best of Jimmy Cliff & Peter Tosh chegaram, na parada musical da França, aos números 1 e 5 respectivamente.

### Singles
| Ano  | Título                                           | Posições máximas | Posições máximas | Posições máximas   | Posições máximas  | Posições máximas | Posições máximas | Posições máximas | Posições máximas | Posições máximas | Posições máximas | Posições máximas | Posições máximas | Posições máximas | Álbum                          |
| Ano  | Título                                           | Austrália        | Áustria          | Bélgica (Flandres) | Bélgica (Valônia) | França           | Alemanha         | Irlanda          | Itália           | Países Baixos    | Nova Zelândia    | Suíça            | Reino Unido      | Estados Unidos   | Álbum                          |
| ---- | ------------------------------------------------ | ---------------- | ---------------- | ------------------ | ----------------- | ---------------- | ---------------- | ---------------- | ---------------- | ---------------- | ---------------- | ---------------- | ---------------- | ---------------- | ------------------------------ |
| 1962 | "Hurricane Hatty"                                | —                | —                | —                  | —                 | —                | —                | —                | —                | —                | —                | —                | —                | —                | single only                    |
| 1962 | "Miss Jamaica"                                   | —                | —                | —                  | —                 | —                | —                | —                | —                | —                | —                | —                | —                | —                | single only                    |
| 1962 | "Since Lately"                                   | —                | —                | —                  | —                 | —                | —                | —                | —                | —                | —                | —                | —                | —                | single only                    |
| 1963 | "King of Kings"                                  | —                | —                | —                  | —                 | —                | —                | —                | —                | —                | —                | —                | —                | —                | single only                    |
| 1963 | "My Lucky Day"                                   | —                | —                | —                  | —                 | —                | —                | —                | —                | —                | —                | —                | —                | —                | single only                    |
| 1963 | "The Man"                                        | —                | —                | —                  | —                 | —                | —                | —                | —                | —                | —                | —                | —                | —                | single only                    |
| 1966 | "Pride and Passion"                              | —                | —                | —                  | —                 | —                | —                | —                | —                | —                | —                | —                | —                | —                | Hard Road to Travel            |
| 1967 | "Give and Take"                                  | —                | —                | —                  | —                 | —                | —                | —                | —                | —                | —                | —                | —                | —                | Hard Road to Travel            |
| 1967 | "I Got a Feeling"                                | —                | —                | —                  | —                 | —                | —                | —                | —                | —                | —                | —                | —                | —                | Hard Road to Travel            |
| 1967 | "That's the Way Life Goes"                       | —                | —                | —                  | —                 | —                | —                | —                | —                | —                | —                | —                | —                | —                | Jimmy Cliff                    |
| 1970 | "Vietnam"                                        | —                | —                | —                  | —                 | —                | 15               | —                | —                | 26               | —                | —                | 46               | —                | Jimmy Cliff                    |
| 1969 | "Waterfall"                                      | —                | —                | —                  | —                 | —                | —                | —                | —                | —                | —                | —                | —                | —                | single only                    |
| 1969 | "Many Rivers to Cross"                           | —                | —                | —                  | —                 | 37               | —                | —                | —                | —                | —                | —                | —                | —                | Jimmy Cliff                    |
| 1969 | "Wonderful World, Beautiful People"              | —                | —                | 13                 | —                 | —                | —                | 17               | —                | 12               | —                | —                | 6                | 25               | Jimmy Cliff                    |
| 1969 | "Come into My Life"                              | —                | —                | —                  | —                 | —                | —                | —                | 21               | —                | —                | —                | —                | 89               | Jimmy Cliff                    |
| 1970 | "Sufferin' in the Land"                          | —                | —                | —                  | —                 | —                | —                | —                | —                | 26               | —                | —                | —                | —                | Jimmy Cliff                    |
| 1970 | "Where Did It Go"                                | —                | —                | —                  | —                 | —                | —                | —                | —                | —                | —                | —                | —                | —                | single only                    |
| 1970 | "Wild World"                                     | —                | 20               | 7                  | —                 | 51               | —                | 11               | 17               | 3                | —                | 2                | 8                | —                | Wild World                     |
| 1970 | "You Can Get It If You Really Want"              | —                | —                | —                  | —                 | —                | —                | —                | —                | —                | —                | —                | —                | —                | single only                    |
| 1970 | "Synthetic World"                                | —                | —                | —                  | —                 | —                | —                | —                | —                | —                | —                | —                | —                | —                | Goodbye Yesterday              |
| 1971 | "Goodbye Yesterday"                              | —                | —                | 30                 | —                 | —                | —                | —                | —                | 25               | —                | —                | —                | —                | Goodbye Yesterday              |
| 1971 | "Those Good Good Old Days"                       | —                | —                | —                  | —                 | —                | —                | —                | —                | —                | —                | —                | —                | —                | Struggling Man                 |
| 1971 | "Sitting in Limbo"                               | —                | —                | —                  | —                 | —                | —                | —                | —                | —                | —                | —                | —                | —                | Another Cycle                  |
| 1972 | "The Harder They Come"                           | —                | —                | —                  | —                 | 32               | —                | —                | —                | —                | —                | —                | —                | —                | The Harder They Come           |
| 1972 | "Struggling Man"                                 | —                | —                | —                  | —                 | —                | —                | —                | —                | —                | —                | —                | —                | —                | Struggling Man                 |
| 1973 | "Let's Seize the Time"                           | —                | —                | —                  | —                 | —                | —                | —                | —                | —                | —                | —                | —                | —                | Struggling Man                 |
| 1973 | "On My Life"                                     | —                | —                | —                  | —                 | —                | —                | —                | —                | —                | —                | —                | —                | —                | Unlimited                      |
| 1973 | "Fundamental Reggay"                             | —                | —                | —                  | —                 | —                | —                | —                | —                | —                | —                | —                | —                | —                | Unlimited                      |
| 1973 | "Oh Jamaica"                                     | —                | —                | —                  | —                 | —                | —                | —                | —                | —                | —                | —                | —                | —                | Unlimited                      |
| 1974 | "Music Maker"                                    | —                | —                | —                  | —                 | —                | —                | —                | —                | —                | —                | —                | —                | —                | Music Maker                    |
| 1974 | "Look What You Done to My Life, Devil Woman"     | —                | —                | —                  | —                 | —                | —                | —                | —                | —                | —                | —                | —                | —                | Music Maker                    |
| 1974 | "Money Won't Save You"                           | —                | —                | —                  | —                 | —                | —                | —                | —                | —                | —                | —                | —                | —                | Music Maker                    |
| 1974 | "Don't Let It Die"                               | —                | —                | —                  | —                 | —                | —                | —                | —                | —                | —                | —                | —                | —                | Brave Warrior                  |
| 1975 | "Every Tub"                                      | —                | —                | —                  | —                 | —                | —                | —                | —                | —                | —                | —                | —                | —                | Brave Warrior                  |
| 1975 | "If I Follow My Mind"                            | —                | —                | —                  | —                 | —                | —                | —                | —                | —                | —                | —                | —                | —                | Follow My Mind                 |
| 1976 | "Look at the Mountains"                          | —                | —                | —                  | —                 | —                | —                | —                | —                | —                | —                | —                | —                | —                | Follow My Mind                 |
| 1976 | "Dear Mother"                                    | —                | —                | —                  | —                 | —                | —                | —                | —                | —                | —                | —                | —                | —                | Follow My Mind                 |
| 1977 | "Material World"                                 | —                | —                | —                  | —                 | —                | —                | —                | —                | —                | —                | —                | —                | —                | Give the People What They Want |
| 1977 | "Deal with Life"                                 | —                | —                | —                  | —                 | —                | —                | —                | —                | —                | —                | —                | —                | —                | single only                    |
| 1978 | "Treat the Youths Right"                         | —                | —                | 22                 | —                 | —                | —                | —                | —                | 13               | —                | —                | —                | —                | Special                        |
| 1978 | "Bongo Man"                                      | —                | —                | —                  | —                 | —                | —                | —                | —                | —                | —                | —                | —                | —                | Give Thankx                    |
| 1978 | "Stand Up and Fight Back"                        | —                | —                | —                  | —                 | —                | —                | —                | —                | —                | —                | —                | —                | —                | Give Thankx                    |
| 1979 | "Love I Need"                                    | —                | —                | —                  | —                 | —                | —                | —                | —                | —                | —                | —                | —                | —                | Give Thankx                    |
| 1980 | "All the Strength We Got"                        | —                | —                | —                  | —                 | —                | —                | —                | —                | —                | —                | —                | —                | —                | I Am the Living                |
| 1980 | "Another Summer"                                 | —                | —                | —                  | —                 | —                | —                | —                | —                | —                | —                | —                | —                | —                | I Am the Living                |
| 1980 | "I Am the Living"                                | —                | —                | —                  | —                 | —                | —                | —                | —                | —                | —                | —                | —                | —                | I Am the Living                |
| 1981 | "Son of Man"                                     | —                | —                | —                  | —                 | —                | —                | —                | —                | —                | —                | —                | —                | —                | Give the People What They Want |
| 1981 | "Shelter of Your Love"                           | —                | —                | —                  | —                 | —                | —                | —                | —                | —                | —                | —                | —                | —                | Give the People What They Want |
| 1981 | "My Philosophy"                                  | —                | —                | —                  | —                 | —                | —                | —                | —                | —                | —                | —                | —                | —                | Give the People What They Want |
| 1982 | "Rub-A-Dub Partner"                              | —                | —                | —                  | —                 | —                | —                | —                | —                | —                | —                | —                | —                | —                | Special                        |
| 1982 | "Love Is All"                                    | —                | —                | —                  | —                 | —                | —                | —                | —                | —                | —                | —                | —                | —                | Special                        |
| 1982 | "Special"                                        | —                | —                | —                  | —                 | —                | —                | —                | —                | —                | —                | —                | —                | —                | Special                        |
| 1982 | "Roots Radical"                                  | —                | —                | —                  | —                 | —                | —                | —                | —                | —                | —                | —                | —                | —                | Special                        |
| 1982 | "Peace Officer"                                  | —                | —                | —                  | —                 | —                | —                | —                | —                | —                | —                | —                | —                | —                | Special                        |
| 1982 | "Love Heights"                                   | —                | —                | —                  | —                 | —                | —                | —                | —                | —                | —                | —                | —                | —                | Special                        |
| 1983 | "Reggae Night"                                   | —                | —                | 5                  | —                 | 2                | 35               | —                | 8                | 6                | 1                | —                | 91               | —                | The Power and the Glory        |
| 1983 | "We All Are One"                                 | —                | —                | 24                 | —                 | 15               | —                | —                | —                | 33               | 48               | —                | 93               | —                | The Power and the Glory        |
| 1983 | "Sunshine in the Music"                          | —                | —                | 28                 | —                 | —                | —                | —                | —                | 13               | —                | —                | —                | —                | The Power and the Glory        |
| 1984 | "Reggae Movement"                                | —                | —                | —                  | —                 | —                | —                | —                | —                | —                | —                | —                | —                | —                | single único                   |
| 1984 | "Black Bess"                                     | —                | —                | —                  | —                 | —                | —                | —                | —                | —                | —                | —                | —                | —                | single único                   |
| 1984 | "De Youths Dem a Bawl"                           | —                | —                | —                  | —                 | —                | —                | —                | —                | —                | —                | —                | —                | —                | single único                   |
| 1985 | "Hot Shot"                                       | —                | —                | —                  | —                 | 24               | —                | —                | 42               | —                | —                | —                | —                | —                | Cliff Hanger                   |
| 1985 | "American Sweet"                                 | —                | —                | —                  | —                 | —                | —                | —                | —                | —                | —                | —                | —                | —                | Cliff Hanger                   |
| 1985 | "Reggae Street"                                  | —                | —                | —                  | —                 | —                | —                | —                | —                | —                | —                | —                | —                | —                | Cliff Hanger                   |
| 1986 | "Seven-Day Weekend" (com Elvis Costello)         | —                | —                | —                  | —                 | —                | —                | —                | —                | —                | —                | —                | —                | —                | Club Paradise                  |
| 1986 | "Club Paradise"                                  | —                | —                | —                  | —                 | —                | —                | —                | —                | —                | —                | —                | —                | —                | Club Paradise                  |
| 1987 | "Roots Girl (Step Aside)"                        | —                | —                | —                  | —                 | —                | —                | —                | —                | —                | —                | —                | —                | —                | single only                    |
| 1987 | "Rebel in Me"                                    | —                | —                | —                  | —                 | —                | —                | —                | —                | —                | —                | —                | —                | —                | Images                         |
| 1987 | "Hanging Fire"                                   | —                | —                | —                  | —                 | —                | —                | —                | —                | —                | —                | —                | —                | —                | Hanging Fire                   |
| 1987 | "Reggae Down Babylon"                            | —                | —                | —                  | —                 | —                | —                | —                | —                | —                | —                | —                | —                | —                | Hanging Fire                   |
| 1987 | "Soar Like an Eagle"                             | —                | —                | —                  | —                 | —                | —                | —                | —                | —                | —                | —                | —                | —                | Hanging Fire                   |
| 1988 | "Love Me Love Me"                                | —                | —                | —                  | —                 | —                | —                | —                | —                | —                | —                | —                | —                | —                | Hanging Fire                   |
| 1989 | "Pressure on Botha" (com Josey Wales)            | —                | —                | —                  | —                 | —                | —                | —                | —                | —                | —                | —                | —                | —                | Images                         |
| 1989 | "Trapped"                                        | —                | —                | —                  | —                 | —                | —                | —                | —                | —                | —                | —                | —                | —                | Images                         |
| 1989 | "Dance Reggae Dance"                             | —                | —                | —                  | —                 | —                | —                | —                | —                | —                | —                | —                | —                | —                | Save Our Planet Earth          |
| 1989 | "Save Our Planet Earth"                          | —                | —                | —                  | —                 | —                | —                | —                | —                | —                | —                | —                | —                | —                | Save Our Planet Earth          |
| 1992 | "Breakout"                                       | —                | —                | —                  | —                 | —                | —                | —                | 18               | —                | —                | —                | —                | —                | Breakout                       |
| 1992 | "I'm a Winner"                                   | —                | —                | —                  | —                 | —                | —                | —                | —                | —                | —                | —                | —                | —                | Breakout                       |
| 1992 | "Peace"                                          | —                | —                | —                  | —                 | —                | —                | —                | —                | —                | —                | —                | —                | —                | Breakout                       |
| 1993 | "Samba Reggae"                                   | —                | —                | —                  | —                 | —                | —                | —                | —                | —                | —                | —                | —                | —                | Breakout                       |
| 1993 | "I Can See Clearly Now"                          | 17               | —                | 32                 | —                 | 1                | 52               | —                | —                | 39               | 1                | —                | 23               | 18               | Cool Runnings                  |
| 1994 | "(Your Love Keeps Lifting Me) Higher and Higher" | —                | —                | —                  | —                 | —                | 52               | —                | —                | —                | 31               | —                | —                | —                | Higher & Higher                |
| 1995 | "Hakuna Matata" (com Lebo M.)                    | —                | —                | 46                 | 6                 | 7                | 77               | —                | —                | 10               | —                | 32               | —                | —                | Rhythm of the Pride Lands      |
| 1995 | "Melody Tempo Harmony" (com Bernard Lavilliers)  | —                | —                | —                  | 22                | 6                | —                | —                | —                | —                | —                | —                | —                | —                | single only                    |
| 1999 | "Ob-La-Di, Ob-La-Da"                             | —                | —                | —                  | —                 | —                | —                | —                | —                | —                | —                | —                | —                | —                | Humanitarian                   |
| 2002 | "Fantastic Plastic People"                       | —                | —                | —                  | —                 | —                | —                | —                | —                | —                | —                | —                | —                | —                | Fantastic Plastic People       |
| 2004 | "Jamaica Time" (com David A. Stewart)            | —                | —                | —                  | —                 | —                | —                | —                | —                | —                | —                | —                | —                | —                | Black Magic                    |
| 2011 | "Guns of Brixton"                                | —                | —                | —                  | —                 | —                | —                | —                | —                | —                | —                | —                | —                | —                | Sacred Fire EP                 |
| 2012 | "One More"                                       | —                | —                | —                  | —                 | —                | —                | —                | —                | —                | —                | —                | —                | —                | Rebirth                        |
| 2013 | "C'mon Get Happy"                                | —                | —                | —                  | —                 | —                | —                | —                | —                | —                | —                | —                | —                | —                | single único                   |